# 梅希纳
梅希纳，是西班牙卡斯蒂利亚-拉曼恰瓜达拉哈拉省的一个市镇。总面积28平方公里，总人口61人（2001年），人口密度2人/平方公里。